# Die Simpsons/Staffel 13
Die dreizehnte Staffel der US-amerikanischen Zeichentrickserie Die Simpsons wurde vom 6. November 2001 bis zum 22. Mai 2002 auf dem US-amerikanischen Sender Fox gesendet. Die deutschsprachige Free-TV-Erstausstrahlung sendete der Sender ProSieben vom 8. Februar 2003 bis zum 5. Juli 2003.
Die Staffel wurde am 24. August 2010 in den Vereinigten Staaten und am 29. Oktober 2010 in Deutschland auf DVD veröffentlicht. Die Blu-ray Veröffentlichung erfolgte in den Vereinigten Staaten ebenfalls am 24. August 2010. In Deutschland erschien die Staffel erst am 1. Dezember 2010 auf Blu-ray.

## Episoden
| Nr. (ges.) | Nr. (St.) | Deutscher Titel                    | Originaltitel                 | Erstausstrahlung (USA) | Deutschsprachige Erstausstrahlung (D) | Regie             | Drehbuch                                             | Prodc. |
| --- | --------- | ---------------------------------- | ----------------------------- | ---------------------- | ------------------------------------- | ----------------- | ---------------------------------------------------- | ------ |
| 270 | 1         | Hex and the City                   | Treehouse of Horror XII       | 6. Nov. 2001           | 1. März 2003                          | Jim Reardon       | Joel H. Cohen, John Frink & Don Payne, Carolyn Omine | CABF19 |
| Hex and the City – Homer verärgert eine Wahrsagerin, die daraufhin alle, die er liebt, mit einem Fluch belegt. Haus der Hiebe – Die Simpsons kaufen das Ultrahouse 3000, das Gefallen an Marge findet, und deshalb Homer aus dem Weg räumen will. Zauberlehrlinge – Bart und Lisa kämpfen an einer Zauberschule gegen Montymort und Slithers. |           |                                    |                               |                        |                                       |                   |                                                      |        |
| 271 | 2         | Ich bin bei dir, mein Sohn         | The Parent Rap                | 11. Nov. 2001          | 8. Feb. 2003                          | Mark Kirkland     | George Meyer & Mike Scully                           | CABF22 |
| Nachdem Bart zusammen mit Milhouse das Auto von Chief Wiggum entwendet hat, gerät er an eine besonders strenge Richterin. Überzeugt, dass Homer mitschuldig an Barts Verhalten ist, verurteilt sie die beiden, für einen längeren Zeitraum aneinandergekettet zu bleiben. |           |                                    |                               |                        |                                       |                   |                                                      |        |
| 272 | 3         | Homer und Moe St. Cool             | Homer the Moe                 | 18. Nov. 2001          | 15. Feb. 2003                         | Jen Kamerman      | Dana Gould                                           | CABF20 |
| Moe ist deprimiert, weil er seinen Abschluss als Barmann nicht gemacht hat. Dank der Überredung von Homer, Lenny und Carl fährt er zurück auf seine alte Universität und überlässt Homer die Bar. Sein ehemaliger Professor rät Moe, die Bar moderner zu gestalten. Nachdem Moe die Bar umgestaltet hat, entwickelt sich der Laden zu einem Treff für die High Society. Moe beachtet nun seine alten Freunde nicht mehr.                                                                                              |           |                                    |                               |                        |                                       |                   |                                                      |        |
| 273 | 4         | Gloria – die wahre Liebe           | A Hunka Hunka Burns in Love   | 2. Dez. 2001           | 22. Feb. 2003                         | Lance Kramer      | John Swartzwelder                                    | CABF18 |
| Homer wird von einem chinesischen Restaurant angeheuert, die Texte für die Glückskekse zu schreiben. Einer davon verspricht Mr. Burns, dass er der Liebe seines Lebens begegnen wird, weshalb er die Polizistin Gloria, die ihm eigentlich nur ein Ticket geben will, erfolgreich um ein Date bittet. |           |                                    |                               |                        |                                       |                   |                                                      |        |
| 274 | 5         | Aus dunklen Zeiten                 | The Blunder Years             | 9. Dez. 2001           | 8. März 2003                          | Steven Dean Moore | Ian Maxtone-Graham                                   | CABF21 |
| Durch eine Hypnose erinnert sich Homer an ein Erlebnis aus seiner Jugendzeit: Homer, Lenny, Carl und Moe entdecken eine Leiche. Da deren Identität ungeklärt bleibt, wollen die Simpsons dieser Entdeckung auf den Grund gehen und erfahren dabei das Geheimnis von Waylon Smithers’ Vater. |           |                                    |                               |                        |                                       |                   |                                                      |        |
| 275 | 6         | Allein ihr fehlt der Glaube        | She of Little Faith           | 16. Dez. 2001          | 15. März 2003                         | Steven Dean Moore | Bill Freiberger                                      | DABF02 |
| Nachdem Homer und Bart mit einem missglückten Raketen-Experiment die Kirche Springfields zerstört haben, vermieten Reverend Lovejoy und Mr. Burns die Außenwände des heiligen Hauses als Werbefläche, um die Kosten des Wiederaufbaus zu finanzieren. Für Lisa ist dies die reine Blasphemie, die sie zum Buddhismus konvertieren lässt. |           |                                    |                               |                        |                                       |                   |                                                      |        |
| 276 | 7         | Familienkrawall – Maggie verhaftet | Brawl in the Family           | 6. Jan. 2002           | 22. März 2003                         | Matthew Nastuk    | Joel H. Cohen                                        | DABF01 |
| Während eines Monopoly-Spiels kommt es zum Streit unter den Simpsons, der immer mehr eskaliert, bis die Polizei kommt. Ein Sozialarbeiter soll versuchen, die Familie wieder zusammenzubringen, was bei einem Rollenspiel im Wald auch gelingt. Allerdings tauchen zuhause die beiden Frauen aus Las Vegas (bekannt aus einer früheren Episode) auf. |           |                                    |                               |                        |                                       |                   |                                                      |        |
| 277 | 8         | Die süßsaure Marge                 | Sweets and Sour Marge         | 20. Jan. 2002          | 29. März 2003                         | Mark Kirkland     | Carolyn Omine                                        | DABF03 |
| Springfield bricht den Weltrekord als die „Fetteste Stadt Amerikas“. Grund für die Verfettung der Einwohner ist eine mächtige Zucker-Kompanie, die allen Lebensmitteln der Stadt den süßen Stoff beimischen lässt. Marge deckt den Lebensmittelskandal auf und erreicht, dass sämtlicher Zucker aus Springfield verbannt wird. |           |                                    |                               |                        |                                       |                   |                                                      |        |
| 278 | 9         | Sein Kiefer ist verdrahtet         | Jaws Wired Shut               | 27. Jan. 2002          | 5. Apr. 2003                          | Nancy Kruse       | Matt Selman                                          | DABF05 |
| Auf der Flucht vor aufgebrachten Kinoaufsehern bricht sich Homer bei einem Zusammenprall mit der Statue Drederick Tatums den Kiefer, weshalb Dr. Hibbert ihm ein Metallgestell verpasst, so dass Homer weder reden noch feste Nahrung zu sich nehmen kann. Dafür entpuppt er sich als guter Zuhörer. Marge mag zunächst, den neuen, verständnisvollen Homer, langweilt sich aber zunehmend und bekommt deshalb das Gefühl, einen von Homers Träumen für sich verwirklichen zu müssen.                                 |           |                                    |                               |                        |                                       |                   |                                                      |        |
| 279 | 10        | Ein halbanständiger Antrag         | Half-Decent Proposal          | 10. Feb. 2002          | 12. Apr. 2003                         | Lauren MacMullan  | Tim Long                                             | DABF04 |
| Wegen Homers Schnarchen verbringt Marge die Nacht bei Patty und Selma, die angetrunken Kontakt mit Artie Ziff aufnehmen. Dieser ist inzwischen so reich, dass er Marge und Homer auf seine Yacht einlädt und ihnen eine Million Dollar bietet, um ein Wochenende allein mit Marge zu verbringen. |           |                                    |                               |                        |                                       |                   |                                                      |        |
| 280 | 11        | Nach Kanada der Liebe wegen        | The Bart Wants What It Wants  | 17. Feb. 2002          | 19. Apr. 2003                         | Michael Polcino   | John Frink & Don Payne                               | DABF06 |
| Bart trifft Greta, die Tochter von Filmstar Rainier Wolfcastle. Als er merkt, dass sie in ihn verliebt ist, beendet er ihre Beziehung. Greta kommt mit Milhouse zusammen fährt mit diesem zu einem Filmdreh ihres Vaters nach Kanada. Als Bart bemerkt, was er verloren hat, reist er ihr mit seiner Familie nach. |           |                                    |                               |                        |                                       |                   |                                                      |        |
| 281 | 12        | Bart und sein Westernheld          | The Lastest Gun in the West   | 24. Feb. 2002          | 26. Apr. 2003                         | Bob Anderson      | John Swartzwelder                                    | DABF07 |
| Ein Hund hat es auf Bart abgesehen und jagt ihn auf das Anwesen eines ehemaligen Western-Filmstars. Bart hat zwar noch nie von ihm gehört, findet ihn aber so faszinierend, dass er ihm nacheifern möchte. Es zeigt sich, dass Buck, der Westernheld, ein Alkoholproblem hat. |           |                                    |                               |                        |                                       |                   |                                                      |        |
| 282 | 13        | Abraham und Zelda                  | The Old Man and the Key       | 10. März 2002          | 3. Mai 2003                           | Lance Kramer      | Jon Vitti                                            | DABF09 |
| Eine temperamentvolle Frau kommt ins Altersheim und damit in Abraham Simpsons Leben. Um sie zu beeindrucken macht Abe erneut seinen Führerschein und leiht sich für Ausflüge Homers Wagen. Doch es gibt einen jüngeren Nebenbuhler, der mit ihr ebenfalls einen Ausflug macht. |           |                                    |                               |                        |                                       |                   |                                                      |        |
| 283 | 14        | Drei uralte Geschichten            | Tales from the Public Domain  | 17. März 2002          | 10. Mai 2003                          | Mike B. Anderson  | Andrew Kreisberg, Josh Lieb, Matt Warburton          | DABF08 |
| Homer als Odysseus von Homer Lisa als Johanna von Orleans Bart als Hamlet von Shakespeare |           |                                    |                               |                        |                                       |                   |                                                      |        |
| 284 | 15        | Das ist alles nur Lisas Schuld     | Blame It on Lisa              | 31. März 2002          | 17. Mai 2003                          | Steven Dean Moore | Bob Bendetson                                        | DABF10 |
| Die Simpsons fahren nach Rio de Janeiro, um das Waisenkind zu suchen, dass Lisa unterstützt. Dabei gerät Homer in die Gewalt von Kidnappern. Das Waisenkind ist inzwischen ein reicher Tänzer geworden und stellt schließlich das Lösegeld zur Verfügung, wodurch Homer freikommt. |           |                                    |                               |                        |                                       |                   |                                                      |        |
| 285 | 16        | Homer einmal ganz woanders         | Weekend at Burnsie’s          | 7. Apr. 2002           | 24. Mai 2003                          | Michael Marcantel | Jon Vitti                                            | DABF11 |
| Homer bekommt Marihuana als Schmerzmittel verschrieben und ist kurz darauf bereits süchtig danach. Im bekifften Zustand lässt er sich nicht nur von Ned Flanders aus der Bibel vorlesen, sondern findet auch fast alles andere lustig, weswegen Mr. Burns ihn für ein Aktionärstreffen des Kraftwerks haben will. |           |                                    |                               |                        |                                       |                   |                                                      |        |
| 286 | 17        | Forrest Plump und die Clip Show    | Gump Roast                    | 21. Apr. 2002          | 31. Mai 2003                          | Mark Kirkland     | Deb Lacusta & Dan Castellaneta                       | DABF12 |
| Homer soll überraschend vom Springfielder Friars Club geehrt werden, allerdings kommen dann Kang und Kodos vorbei und wollen die Menschen wegen Homers Erinnerungen verurteilen. |           |                                    |                               |                        |                                       |                   |                                                      |        |
| 287 | 18        | Der rasende Wüterich               | I Am Furious Yellow           | 28. Apr. 2002          | 7. Juni 2003                          | Chuck Sheetz      | John Swartzwelder                                    | DABF13 |
| Bart erfindet einen Comic namens „Angry Dad“, dessen Figur seinem Vater gleicht. Homer, das unfreiwillige Vorbild, bekommt in dieser Episode besonders viele Wutanfälle. Am Ende der Folge „verwandelt“ er sich durch grüne Farbe sogar in die zornige Marvel-Comic-Figur Hulk. |           |                                    |                               |                        |                                       |                   |                                                      |        |
| 288 | 19        | Die Apu und Manjula Krise          | The Sweetest Apu              | 5. Mai 2002            | 14. Juni 2003                         | Matthew Nastuk    | John Swartzwelder                                    | DABF14 |
| Apu hat eine Affäre mit der Squishee-Lieferantin – als seine Frau Manjula davon erfährt, hängt der Haussegen schief: Apu muss ausziehen. Marge und Homer unternehmen daraufhin alles, um die beiden wieder zusammenzubringen. |           |                                    |                               |                        |                                       |                   |                                                      |        |
| 289 | 20        | L.S. Meisterin des Doppellebens    | Little Girl in the Big Ten    | 12. Mai 2002           | 21. Juni 2003                         | Lauren MacMullan  | Jon Vitti                                            | DABF15 |
| Lisa freundet sich mit einigen Mädchen vom College an. Um dazuzugehören, verschweigt sie ihr Alter und tut so, als wäre sie ebenfalls bereits auf dem College eingeschrieben. Bart muss währenddessen einige Zeit in einer Luftblase leben, da er von einem exotischen Insekt gestochen wurde. |           |                                    |                               |                        |                                       |                   |                                                      |        |
| 290 | 21        | Am Anfang war die Schreiraupe      | The Frying Game               | 19. Mai 2002           | 28. Juni 2003                         | Michael Polcino   | John Swartzwelder                                    | DABF16 |
| Weil er versucht hat, eine seltene Raupe zu töten, muss Homer 200 Stunden Gemeindearbeit leisten. Während er Essen auf Rädern ausliefert, lernt er eine reiche alte Dame kennen. Als sie eines unnatürlichen Todes stirbt und Homer und Marge ihr Vermögen vererbt, werden beide wegen Mordverdacht verhaftet. Die Kinder kommen in ein Heim. |           |                                    |                               |                        |                                       |                   |                                                      |        |
| 291 | 22        | Sicherheitsdienst „Springshield“   | Poppa's Got a Brand New Badge | 22. Mai 2002           | 5. Juli 2003                          | Pete Michels      | Dana Gould                                           | DABF17 |
| Nachdem Homer während einer Hitzewelle einen Stromausfall in ganz Springfield verursacht hat und es zu Plünderungen kommt, die Chief Wiggum mit der Springfielder Polizei nicht verhindern kann, beschließt Homer, mit Lenny und Carl einen eigenen Sicherheitsdienst namens „Springshield“ zu gründen. Quimby lässt die Polizei durch Springshield ersetzen und ernennt Homer zum neuen Polizeichef. Homer bekommt daraufhin Probleme mit der Mafia. Maggie kann jedoch Homer mit einem Scharfschützengewehr retten. |           |                                    |                               |                        |                                       |                   |                                                      |        |